# Fausto Hernández Casajuana
Fausto Hernández Casajuana (13 de noviembre de 1888 - 29 de julio de 1972) fue un dramaturgo español. La mayor parte de su obra fue producida en valenciano.

## Biografía
A partir de 1913 inició una colaboración con Maximiliano Thous en varias representaciones. Durante la Guerra Civil Española fue el director artístico de la Escuela de Declamación Juventud Artística y el Teatro Cultural, en Burjasot. Su repertorio quedó fuera del control del Comité Ejecutivo de Espectáculos Públicos del Comité Ejecutivo Popular de Valencia.
Publicó varias de sus piezas teatrales en El Conte del Diumenge (entonces escrito El cuento del Dumenche), publicación de la que fue director.
En el año 1952, Hernández Casajuana obtuvo el Premio Valencia de Literatura, de la Diputación Provincial, con la obra "La Masia de Masiá", que no sería escenificada hasta 1962.

## Obras
Entre 1903 y 1972 escribió 136 obras, algunas de las cuales serían:
- Marcelo (en castellano, 1903)
- L’amor que Torna (1909)
- ¡Quina Animeta! (1910
- El Pati dels canyarets (1914)
- El tercio Extranjero (1921)
- ¿Qué passa, che? (1926)
- ¡No es per ahí...!
- Valencia a la garçón (1928)
- Valencia la Bonica (1929)
- Arros en Res (1930)
- Arros en Fesols i Naps (1932)
- Tra-ca-trac (1932)
- Al Capone (1933)
- Dona'm un bes i ves-te (1943)
- La Masia de Masiá (1952)
- Casa dels obrers (1962)
- Bomba Va (1968)

Es autor de las zarzuelas A la vora del riu, mare (1913) y La bella codony.